# Или, Чейз
Чейз Или (англ. Chase Foster Ealey; род. 20 июля 1994, Лос-Аламос, Нью-Мексико) — американская легкоатлетка, толкатель ядра, двукратная чемпионка мира 2022 и 2023 годов. 

## Биография
Чейз Или заняла 4-е место в толкании ядра на чемпионате США в помещении в 2018 году. На чемпионате мира 2019 года в Дохе она с результатом 18,82 метра заняла итоговое седьмое место. 
На чемпионате мира 2022 года в США с результатом 20,49 м стала чемпионкой мира. 
На чемпионате мира 2023 года завоевала вновь завоевала золото в толкании ядра, сумев толкнуть снаряд к отметке 20,43 метра. 